# 帕斯图斯邦斯
帕斯图斯邦斯是巴西马拉尼昂州的一个市镇。总面积1636.6平方公里，总人口16817人，人口密度10.3人/平方公里。